# Homalopygus cavifrons
Homalopygus cavifrons är en skalbaggsart som beskrevs av Lewis 1893. Homalopygus cavifrons ingår i släktet Homalopygus och familjen stumpbaggar. Inga underarter finns listade i Catalogue of Life.